# 極地狼勞教所
俄羅斯亞馬爾-涅涅茨自治區聯邦監獄局第三特別監獄（俄语：ФКУ ИК-3 УФСИН России по Ямало-Ненецкому автономному округу），其非正式的名稱為極地狼勞教所（Полярный волк）或亞馬爾三人組（Ямская тройка），是俄羅斯一座只收容男性的高度戒備勞教所，位於拉貝特南吉市區的哈爾普村。
這座監獄是俄羅斯最偏遠的監禁場所之一，其坐落在北極圈以內，處於永久凍土之上。其最大收容人數为1085。

## 歷史

### 蘇聯
1961年8月21日，該勞教所其前身為蘇聯古拉格，其在501號建設項目中建立。1964年，其為囚犯提供了住所、醫療設施、供暖系統、衛生設備、定居殖民區的住宿，以及一座中央出入口。
在接下來的4年裡，該古拉格的囚犯被迫在採石場勞動，為鐵路建設提供材料。1964年，該古拉格有了第一座永久性的建築，1966年又增加了一座食堂，以及其他一些建築，如指揮部和消防站。
1967年，該古拉格迎來了第一批特別危險的累犯。1971年，該古拉格又增建了倉庫、冰庫和車庫。
從1985年開始，該古拉格開始發展自己的生產業務。

### 俄羅斯
1998年，俄羅斯總統鮑里斯·葉利欽發佈№904總統令，開始對刑事執行系統進行改革，這座高度戒備的勞教所也隨之轉由俄羅斯聯邦司法部管理，而不再屬於俄羅斯聯邦內務部。
1999年，囚犯們用自己的力量建造拉多涅日聖謝爾蓋教堂，並在落成後開放。同年該勞教所直接歸屬於亞馬爾-涅涅茨自治區監獄局。
2002年，該勞教所增設了一個普通制度的囚犯區域，讓一些犯罪程度較輕的囚犯有更多的自由。
2004年，該勞改所開設單人牢房，讓一些重犯被隔離。而關押在該處的囚犯受僱生產最低工資產品。
2006年7月14日，這座監獄在一些改裝後的居住大樓裡創建一個嚴格制度的囚犯區域，讓一些重犯被嚴加管制。11月13日，該處創建一個定居殖民區的囚犯區域，讓一些罪輕的囚犯能夠定居。
2010年10月8日，該勞教所取消普通和嚴格制度的囚犯區域，並且把這些區域的囚犯送到其他地區服刑。
目前，該勞教所的最大收容人數是根據2015年6月15日俄羅斯聯邦監獄局第526號命令而設定的。

## 著名囚犯
- 普拉東·列別捷夫，俄羅斯政治犯，其在該勞教所度過部份刑期[4]。
- 阿列克謝·納瓦爾尼，俄羅斯政治犯，2023年12月在該勞教所服刑[5]，其在2024年2月16日瘐死獄中[6]。

## 参見
- 極地雪鴞勞教所——哈爾普另一所勞教所
- 俄羅斯監獄列表